# St. Walburg (Saskatchewan)
St. Walburg est une ville de la Saskatchewan au Canada.

## Géographie
La localité de St. Walburg est située dans le centre-ouest de la province de Saskatchewan.

## Démographie
| 2011 | 2016 | 2021 |
| ---- | ---- | ---- |
| 716  | 689  | 591  |